# Hiroshima (film)
Hiroshima è un film per la televisione del 1995, diretto da Koreyoshi Kurahara e Roger Spottiswoode, che tratta i processi decisionali che portarono ai bombardamenti atomici sulle città giapponesi di Hiroshima e Nagasaki verso la fine della seconda guerra mondiale.

## Sinossi
Nel mese di aprile del 1945, dopo la morte di Franklin Delano Roosevelt, Harry Truman viene eletto Presidente degli Stati Uniti d'America. In Europa, i tedeschi sono vicini alla resa, ma nel Pacifico la sanguinosa battaglia per Okinawa è ancora in corso e l'invasione delle isole giapponesi non è prevista fino all'autunno. Le vittime di guerra americane hanno quasi raggiunto le 900.000 unità, le perdite giapponesi sono 1.1 milioni, e circa 8 milioni di civili asiatici sono morti nella guerra che ha avuto inizio con l'invasione giapponese della Manciuria nel 1931.
Il nuovo presidente non sa nulla circa le armi nucleari in fase di sviluppo a Los Alamos, e deve decidere presto se e come usarle. Il segretario di guerra, Henry L. Stimson, nutre dei dubbi anche sui bombardamenti americani sul Giappone.
"Uno di questi gadget [bombe]", dice il segretario di Stato James F. Byrnes, "potrebbe porre fine alla guerra in un colpo solo." Quando il fisico nucleare Leó Szilárd organizza una petizione firmata da 73 scienziati che invitano il presidente a non usare la bomba, Byrnes gli dice: "Tu non puoi spendere due miliardi di dollari per poi non mostrare nulla agli elettori americani.". Chi spinge per l'uso della bomba è inoltre il Magg. Gen. Leslie Groves, direttore del Progetto Manhattan. "Siamo arrivati a questo punto", dice Groves; "Non c'è modo di tornare indietro." Una dimostrazione è esclusa perché "potrebbe essere un vero disastro."
In Giappone, l'uomo forte è il Gen. Korechika Anami, il ministro della guerra, il quale sostiene che, se la patria sarà difesa ad ogni costo da tutti i giapponesi, gli americani si stancheranno e chiederanno la pace. "La resa è fuori discussione", dice. La voce della ragione è il nuovo primo ministro civile, Kantarō Suzuki, che dice in privato, "Dobbiamo porre fine a questa guerra maledetta."
Il corpulento generale George Marshall delinea i piani per l'invasione di Kyūshū a novembre e Honshū a marzo 1946, con il coinvolgimento di 767.000 truppe alleate. A Tokyo, l'Amm. Mitsumasa Yonai assicura al governo che il 25 per cento degli invasori sarà distrutto dagli attacchi kamikaze in mare, il 25 per cento morirà sulla spiaggia, e il resto cadrà in battaglia. Ai bambini di nove anni viene insegnato a combattere gli invasori con lance di bambù. "Questa è una follia", dice il ministro degli Esteri Shigenori Tōgō, uno schietto sostenitore della pace. I civili nel governo decidono di chiedere segretamente una mediazione russa.
Il 16 luglio, il test Trinity dimostra che una bomba al plutonio è fattibile e che un'esplosione nucleare è ancora più potente di quanto gli scienziati avevano previsto. La bomba all'uranio Little Boy lascia Los Alamos per l'isola di Tinian nel Pacifico. Alla conferenza di Potsdam vicino a Berlino, il leader sovietico Josif Stalin promette di unirsi alla guerra contro il Giappone. Il primo ministro britannico Winston Churchill esorta Truman a usare la bomba, in modo da limitare l'espansione russa, un argomento appoggiato anche dai consiglieri militari di Truman, che avvertono che se il Giappone non si arrende rapidamente avrà una zona occupata dai russi e relativi problemi.
Truman decide di sganciare la bomba, riferendo poi di essere andato a letto e aver dormito come un bambino. I leader alleati consegnano un ultimatum al Giappone "per dare loro un'ultima possibilità." A Tokyo, il primo ministro Suzuki cerca di mantenere l'esercito in linea dichiarando in una conferenza stampa che egli "Mokusatsu" l'ultimatum, un termine che gli americani traducono come "trattare con silenzioso disprezzo."
In ossequio alla scrupoli di Henry Stimson, Truman esclude Kyoto dagli obiettivi, lasciando Hiroshima come obiettivo primario, e la bomba viene sganciata dall'Enola Gay la mattina del 6 agosto 1945. Ricorda in seguito un aviatore: "Te lo dico io cosa ho pensato: questa è la fine della guerra ". Il gabinetto di guerra giapponese afferma che l'esplosione ha ucciso o ferito 130.000 persone, ma i sostenitori della linea dura sostengono che gli Stati Uniti non possono avere più tante bombe simili, che l'opinione pubblica mondiale impedirà il ripetersi di un fatto del genere, e che il Giappone può ancora lottare per una pace onorevole. Nel peggiore dei casi, dichiara il generale Anami, il Giappone sarà "distrutto come un bel fiore."
Il 9 agosto, l'Unione Sovietica invade la Manciuria; il giorno dopo, la bomba al plutonio Fat Man devasta Nagasaki. Hirohito infine interviene, dicendo al gabinetto che il Giappone "deve sopportare l'insopportabile" e arrendersi. I giovani ufficiali dell'esercito esortano il Gen. Anami ad unirsi a loro in un colpo di stato militare, ma il ministro dell'esercito dice loro: " L'imperatore ha parlato, dobbiamo obbedirgli". Il 15 agosto, il messaggio di resa dell'imperatore viene trasmesso in Giappone, e Anami si suicida.